# Кароліново (гміна Залуський)
Кароліново (пол. Karolinowo) — село в Польщі, у гміні Залуський Плонського повіту Мазовецького воєводства.
Населення — 167 осіб (2011).
У 1975-1998 роках село належало до Цехановського воєводства.

## Демографія
Демографічна структура станом на 31 березня 2011 року:
|          | Загалом | Допрацездатний вік | Працездатний вік | Постпрацездатний вік |
| -------- | ------- | ------------------ | ---------------- | -------------------- |
| Чоловіки | 79      | 14                 | 56               | 9                    |
| Жінки    | 88      | 22                 | 50               | 16                   |
| Разом    | 167     | 36                 | 106              | 25                   |